# Heinrich Backofen

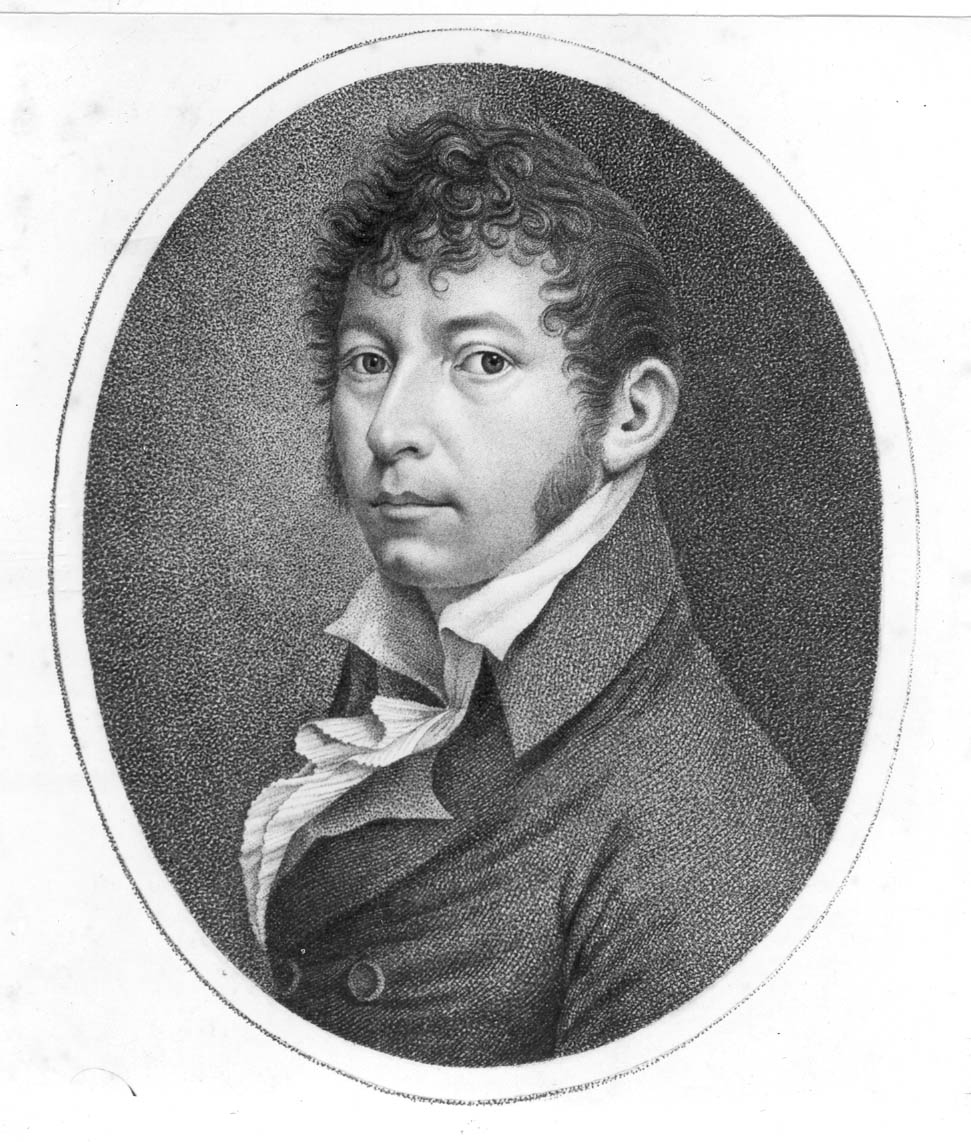
Johann Georg Heinrich Backofen, Selbstporträt um 1800

Johann Georg Heinrich Backofen (* 6. Juli 1768 in Durlach; † 10. Juli 1830 in Darmstadt) war ein deutscher Klarinettist, Flötist, Harfenist und Komponist.

## Leben
Backofen entstammte einer Nürnberger Kartenmacher- und Musikerfamilie. Sein Vater Johann Matthäus Backofen (1739-nach 1800) war Mitglied der Kapelle des Markgrafen von Baden und Kartenmacher, seine Mutter Regina eine Sängerin. Seine Lehrer waren Georg Wilhelm Gruber (Komposition) und als Instrumentallehrer H.Birckmann, von dem auch Backofens jüngere Brüder unterrichtet wurden. Ab dem Jahre 1780 lebte Backofen in Nürnberg und studierte Musik, Zeichenkunst, Malerei und Sprachen. Er betätigt sich als Porträtmaler und Schriftsteller und erlernte mehrere Fremdsprachen. Er reiste nach Würzburg, um hier bei Philipp Meißner (1748–1816) sein Spiel zu vervollkommnen. Ab 1789 unternahm er längere Kunstreisen, die ihn als Klarinettist durch Frankreich, Italien und Spanien führten, wobei ihm seine Sprachkenntnisse zugutekamen.
Im Jahre 1794 nahm er in Nürnberg die Stelle eines Flötisten an, um ab 1798 wieder als reisender Virtuose tätig zu sein. Im Jahr 1802 wurde Backofen in Gotha ansässig, wo er 1806 als herzoglicher Kammermusiker unter Louis Spohr eine Anstellung fand. Er wurde Harfenlehrer von Dorette Spohr (geborene Scheidler). 1811 kam Backofen nach Darmstadt und wurde Mitglied der dortigen Hofkapelle. Zu gleicher Zeit hatte Heinrich Backofen eine Kartenfabrik errichten lassen, wo Spiel- und Visitenkarten hergestellt wurden. Im Adressbuch der Haupt- und Residenzstadt Darmstadt für das Jahr 1819 finden sich Einträge mit unterschiedlichen Berufsangaben: im Einwohnerverzeichnis als „Kammermusikus“ und im „Handwerker und Künstler“-Verzeichnis als „Kartenmacher“.
Heinrich Backofen war mit Barbara Johanna Büchner (1777–1818) aus Nürnberg verheiratet gewesen. Im Jahre 1830 starb er dort 62-jährig. Sein jüngster Sohn war Franz Backofen, der als Musiker und Maler tätig war und sich im Alter der Fotografie zuwandte.
Sein jüngerer Bruder Ernst Backofen war Fagottist, und Schüler von Andreas Gottlob Schwarz (1743–1806), ein weiterer Bruder Gottfried Backofen war Klarinettist und Geiger. Beide lebten und wirkten in Nürnberg.

## Werke (Auszug)
- Sinfonia concertante A-Dur op. 10 für 2 Klarinetten und Orchester
- weitere Konzerte für Klarinette(n), Bassetthorn, Horn und Harfe
- Kammermusik für Bläser
- Johann Georg Heinrich Backofen: Anleitung zum Harfenspiel: mit eingestreueten Bemerkungen über den Bau der Harfe. Breitkopf & Härtel, Leipzig 1801, urn:nbn:de:bvb:12-bsb10527023-5.
- Johann Georg Heinrich Backofen: Anleitung zum Harfenspiel: mit eingestreueten Bemerkungen über den Bau der Harfe. Neue Ausgabe. Breitkopf & Härtel, Leipzig 1807 (bsb-muenchen.de [abgerufen am 11. April 2017]).
- Johann Georg Heinrich Backofen: Recueil pour la harpe à crochets. Breitkopf & Härtel, Leipzig 1802 (digitale-sammlungen.de [abgerufen am 11. April 2017]).